# بايك ملك غوجوسون
الملك بايك هو رابع ملوك غجا جوسون. حكم خلال الفترة الممتدة من 1030 ق. م حتى 1000 ق. م. اسمه الحقيقي هو بايك (بالهانغل: 백، بالهانجا: 伯). وخلفه على سدة الحكم تشن ملك غوجوسون (Ch'un Wang).